# Pendragon (boekenserie)
Pendragon (oorspronkelijk: The Pendragon Adventure) is een fantasy/sciencefiction-boekenserie van de Amerikaanse schrijver en filmmaker D.J. MacHale. 

## Delen
De serie geniet vooral bekendheid in Frankrijk en de Verenigde Staten. In het Engels zijn in de serie 10 delen verschenen, waarvan momenteel alleen de eerste twee boeken vertaald zijn in het Nederlands:
- De Wereldreiziger, 2006 (oorspronkelijk The Merchant of Death, 2001)
- De Drijvende Stad, 2006 (oorspronkelijk The Lost City of Faar, 2001)

Rond de uitgave van het negende deel verscheen er tevens een graphic novel gebaseerd op het eerste deel, De Wereldreiziger.

## Inhoud

### Verhaal
De boeken gaan over de avonturen van Bobby Pendragon, een tiener die ontdekt dat hij Halla moet redden. Halla is alles wat er bestaat, elk territorium, elk levend wezen op de territoria, en elke tijd die er bestond, bestaat en zal bestaan. Hij schrijft zijn avonturen op in dagboeken die hij naar zijn twee beste vrienden (Mark Dimond en Courtney Chetwynde) stuurt. Elk boek gaat over een ander territorium. Het verhaal wisselt van Bobby, die in de ik-persoon schrijft, naar Mark en Courtney.

### Reizigers
Reizigers vormen een groep van personen, één op elk territorium. De groep gelooft in het lot; iets wat vaak terugkomt in de serie is This is the way it was meant to be: Het heeft zo moeten zijn. Het is niet bekend wie de Reizigers kiest, maar wel dat ze als Reiziger opgevoed worden. Bobby’s oom Pres nam hem bijvoorbeeld mee op veldtochten en expedities om hem voor te bereiden op de taken van een Reiziger. Wanneer een Reiziger zijn lot vindt, verdwijnt al het bewijs dat die persoon ooit heeft bestaan, inclusief hun families, behalve in het hoofd van wie hem of haar gekend hebben. Niemand weet waar de verdwenen families van de Reizigers heen gaan, maar Bobby wordt verteld dat hij zijn familie terug zal zien. Geen enkele Reiziger wordt opgevoed door zijn of haar biologische familie, wat bijdraagt aan het gevoel van ‘niet bestaan’. Later in de serie blijken de Reizigers van het zogenoemde Solara te komen.

### Territoria
De tien territoria van Halla die in de serie bezocht worden zijn als volgt: 
- Denduron
- Cloral
- Eerste Aarde
- Veelox
- Eelong
- Zadaa
- Quillan
- Ibara
- Derde Aarde
- Tweede Aarde